# Einar Haugen
Einar Ingvald Haugen, né le 19 avril 1906 à Sioux City et mort le 20 juin 1994, est un linguiste américain.
Il est professeur à l'université du Wisconsin à Madison et à l'université Harvard.